# Francesco Carbone (calciatore)
Francesco Carbone (Roma, 4 gennaio 1980) è un allenatore di calcio ed ex calciatore italiano, di ruolo difensore, tecnico della Berretti dell'Ascoli.

## Carriera

### Club
Cresciuto nelle giovanili della Lazio, nel 1998 viene dato in prestito dai biancocelesti al Foggia, in Serie C1. Nel 1999, dopo la retrocessione dei rossoneri in Serie C2, viene acquistato dal Chievo, squadra di Serie B.
Nella stagione seguente lascia Verona per approdare in prestito prima in C1 all'Avellino e poi in diverse società di Serie B, fino all'estate del 2005, quando approda in Serie A nelle file dell'Ascoli. Con i bianconeri debutta in Serie A il 28 agosto 2005 in Ascoli-Milan 1-1, disputando 12 partite nella massima serie.
Nel 2006 è dato nuovamente in prestito in Serie B al Frosinone e nel 2008 viene acquistato in comproprietà dall'Avellino. Nel 2008 è ceduto ancora in prestito al Padova. che però decide non confermarlo l'anno successivo. Carbone torna così all'Avellino da cui però si svincola in seguito al fallimento della società irpina.
Il 13 ottobre 2009, da svincolato, firma per un anno con il Foggia, squadra di Prima Divisione. Torna così a vestire la maglia dei Satanelli dopo più di dieci anni.
Il 2 dicembre 2011, dopo oltre un anno di inattività, viene ingaggiato dal Montichiari.

### Nazionale
Carbone ha disputato 2 partite con la Nazionale italiana Under-16, realizzando una rete nella partita d'esordio il 30 gennaio 1996 contro Israele, e 8 con l'Under-17. È stato anche convocato per 3 volte in Under-18 e per una in Under-20, senza però scendere in campo.

### Allenatore
Nel 2012 diventa allenatore della formazione Berretti dell'Ascoli.

## Palmarès

### Competizioni giovanili
- Campionato Giovanissimi Nazionali: 1

Lazio: 1993-1994

### Competizioni nazionali
- Campionato italiano di Serie B: 1

Siena: 2002-2003